# Chilime
Chilime (en népalais : चिलिमे) est un comité de développement villageois du Népal situé dans le district de Rasuwa. Au recensement de 2011, il comptait 1 378 habitants.